# داویت فوستل
داویت فوستل (آلمانی: David Vostell؛ زادهٔ ۱۰ اکتبر ۱۹۶۰) آهنگساز فیلم اهل آلمان است.